# Лиман (Лозівський район)
Лима́н —  село в Україні, у Лозівській міській громаді Лозівського району Харківської області. Населення становить 5 осіб. До 2020 орган місцевого самоврядування — Тихопільська сільська рада.

## Географія
Село Лиман знаходиться на відстані 3 км від селища Кінне і села Нова Мечебилівка.

## Історія
- 1834 — дата заснування.
- 12 червня 2020 року, відповідно до Розпорядження Кабінету Міністрів України  № 725-р «Про визначення адміністративних центрів та затвердження територій територіальних громад Харківської області», увійшло до складу Лозівської міської громади.[1]
- 17 липня 2020 року, в результаті адміністративно-територіальної реформи та ліквідації колишнього Лозівського району (1923—2020), увійшло до складу новоутвореного Лозівського району Харківської області.[2]